# Т с умлаутом
Т̈ т̈ (Т с умлаутом, вахан. т̈ор) — двадцать третья буква кириллического алфавита ваханского языка, впервые показанная в сборнике ваханских сказок 2012 года. Происходит от буквы Т посредством добавления диакритического знака умлаут.

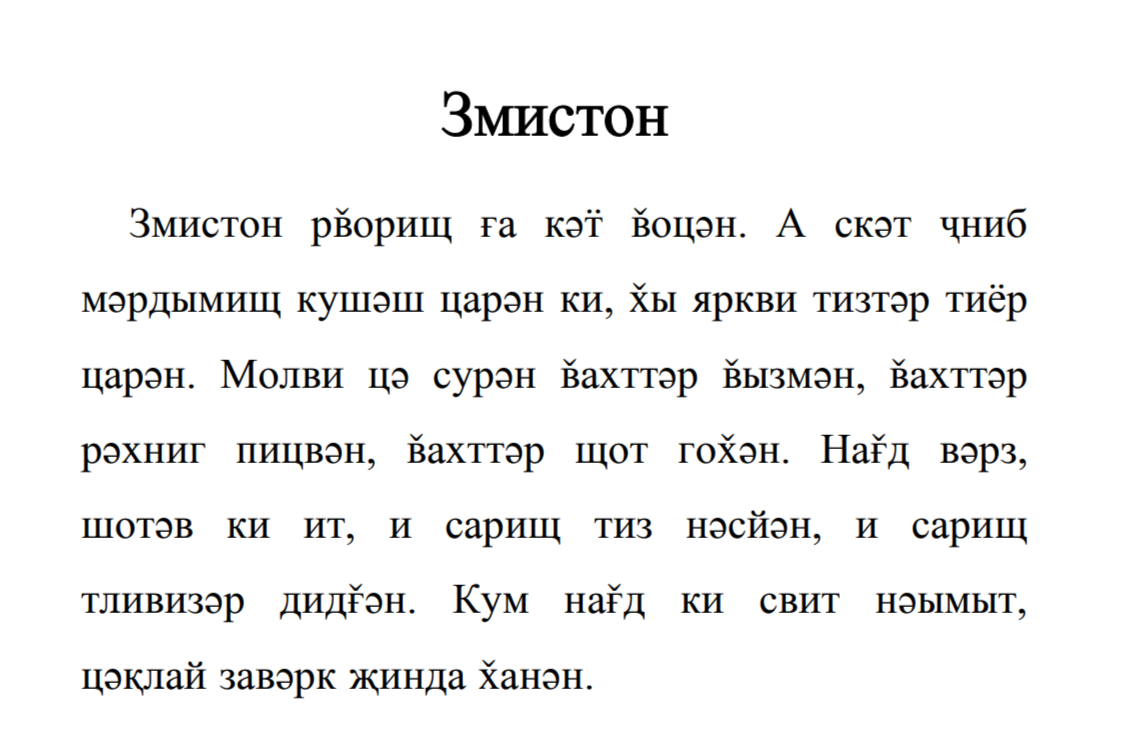
Произведение на ваханском языке «Змистон». Т̈ используется в слове «кәт̈».